# بنك البحرين والكويت
بنك البحرين والكويت الشهير بالاختصار باللغة الإنجليزية بي بي كيه تأسس في عام 1971 في كل من مملكة البحرين ودولة الكويت. يتكون مساهميه من الجمهور العام وحكومة البحرين وشركات الاستثمار والبنوك في الكويت. يعمل البنك حاليا في أربع دول منها الهند والإمارات العربية المتحدة.

## المساهمون الرئيسيون في بنك البحرين والكويت
بنك الإثمار (البحرين) 25.34٪ والهيئة العامة لصندوق التقاعد (البحرين) 18.81٪ وهيئة الاستثمار الكويتية (الكويت) 14.68٪ والمؤسسة العامة للتأمينات الاجتماعية (البحرين) 13.35٪.
في ديسمبر 2008 باع بيت الاستثمار العالمي 119 مليون سهم بما يساوي 14.70٪ في بنك البحرين والكويت لشركة التجاري الاستثمارية (شركة تابعة للبنك التجاري الكويتي) بسعر 0.500 دينار بحريني للسهم الواحد (1,3 دولار أمريكي للسهم الواحد).